# Адміністративний нагляд
Адміністративний нагляд — захід адміністративного примусу, що має запобіжний вплив у сфері забезпечення громадського порядку. Адміністративний нагляд здійснюють переважно органи внутрішніх справ, інспекції та відомства. Встановлюється з метою запобігання вчиненню злочинів окремими особами, звільненими з місць позбавлення волі, і здійснення виховного впливу на них.
Відповідно до Закону «Про адміністративний нагляд за особами, звільненими з місць позбавлення волі» адміністративний нагляд застосовується щодо повнолітніх, які:
- засуджені до позбавлення волі за тяжкі або особливо тяжкі злочини або засуджені два і більше разів до позбавлення волі за умисні злочини, якщо під час відбуття покарання вони не стали на шлях виправлення і залишаються небезпечними для суспільства, що виражалось у відповідній поведінці (встановлюється на підставі матеріалів установ виконання покарань);
- засуджені до позбавлення волі за тяжкі або особливо тяжкі злочини або засуджені два і більше разів до позбавлення волі за умисні злочини, якщо вони після відбуття покарання або умовно-дострокового звільнення від відбуття покарання систематично порушують громадський порядок, вчиняють адміністративні правопорушення, незважаючи на попередження органів Національної поліції (встановлюється на підставі матеріалів органів Національної поліції);
- засуджені до позбавлення волі за один із злочинів, пов'язаних з незаконним обігом наркотичних засобів, психотропних речовин або прекурсорів (встановлюється на підставі вироку суду);
- засуджених до позбавлення волі за злочин проти статевої свободи та статевої недоторканості малолітньої особи (встановлюється на підставі вироку суду);
- засуджених до довічного позбавлення волі (встановлюється на підставі матеріалів установ виконання покарань).

Адміністративний нагляд встановлюється суддею на строк від одного до двох років, але не більше, ніж до настання термінів, передбачених законом для погашення або зняття судимості (крім двох останніх випадків, за яких — до погашення судимості). За наявності підстав адміністративний нагляд може бути продовжено щоразу ще на шість місяців. Термін нагляду починається з дня оголошення постанови судді особі, над якою встановлено нагляд.
Адміністративний нагляд здійснюється поліцією. Особу, щодо якої встановлено нагляд, беруть на облік і фотографують. Працівники поліції зобов'язані систематично контролювати поведінку особи, запобігати вчиненню ними адміністративних порушень та порушень прав інших громадян та припиняти їх, а також розшукувати осіб, які ухиляються від нагляду.
Адміністративний нагляд припиняється постановою судді у разі зняття судимості або достроково, якщо піднаглядний перестав бути небезпечним для суспільства і позитивно характеризується за місцем проживання та місцем роботи; автоматично у разі закінчення терміну, на який його встановлено, якщо його не було продовжено, у разі засудження піднаглядного до позбавлення волі або в разі його смерті.
Піднаглядні зобов'язані зареєструватись в органі Національної поліції за місцем проживання і реєструватись у місцевому органі Національної поліції щоразу, коли залишають місце постійного проживання в особистих справах і з дозволу поліції більш ніж на добу; з'являтись за викликом поліції і давати необхідні пояснення; повідомляти працівників поліції про зміну місця роботи чи проживання і про виїзд за межі проживання у службових справах.
Дії піднаглядних постановою судді можуть бути обмежені:
- забороною залишати будинок (квартиру) у визначений час — не більше восьми годин на добу;
- забороною перебування у визначених місцях району (міста);
- забороною виїзду чи обмеженням часу виїзду за межі району (міста) в особистих справах;
- необхідністю реєстрації в поліції від одного до чотирьох разів на місяць.

Крім того, після припинення адміністративного нагляду (за низки умов — якщо адміністративний нагляд не застосовувався) особи, засуджені до позбавлення волі за злочин проти статевої свободи та статевої недоторканості малолітньої особи, зобов’язані повідомляти органи Національної поліції України про зміну свого місця проживання чи перебування протягом трьох років (строк може бути продовжений на наступні три роки).